# Евыръёган
Евыръёган (устар. Евыр-Юган) — река в Шурышкарском районе Ямало-Ненецкого АО России. Устье реки находится на 203-м км по левому берегу реки Сыня. Длина реки 35 км, в 6 км по левому берегу впадает приток Мелекнюрсоим.

## Данные водного реестра
По данным государственного водного реестра России относится к Нижнеобскому бассейновому округу, водохозяйственный участок реки — Обь от впадения реки Северная Сосьва до города Салехард, речной подбассейн реки — бассейны притоков Оби ниже впадения Северной Сосьвы. Речной бассейн реки — (Нижняя) Обь от впадения Иртыша.